# Joscelyn Godwin
Joscelyn Godwin (Kelmscott, Oxfordshire, 16 gennaio 1945) è un compositore, musicologo e traduttore inglese, noto per i suoi lavori sulla musica antica, sull'esoterismo e l'occultismo.

## Biografia e opere
Corista da bambino presso la Cattedrale di Cristo a Oxford, Godwin si è formato al Radley College di Abingdon, e successivamente al Magdalene College di Cambridge.
Nel 1966 si è trasferito negli Stati Uniti per proseguire gli studi di musicologia alla Cornell University, dove ha conseguito il dottorato nel 1969 con una tesi sulla musica di Henry Cowell.
Ha insegnato per due anni all'Università di Cleveland, per poi entrare nel dipartimento di musica della Colgate University dove insegna dal 1971.
I suoi lavori trattano temi dell'occultismo spesso uniti a quelli sulla musica come nella pitagorica armonia delle sfere, spaziando dai culti misterici dell'antichità alla tradizione ermetica. A lui si deve la traduzione in inglese del secondo volume di Introduzione alla magia del Gruppo di Ur. 

### Saggistica
- Robert Fludd. Hermetic Philosopher and Surveyor of Two Worlds, 1979
- Athanasius Kircher. A Renaissance Man and the Quest for Lost Knowledge, 1979
- Mystery Religions in the Ancient World, 1981
- Harmonies of Heaven and Earth. The Spiritual Dimension of Music from Antiquity to the Avant-Garde, 1987.
- Music and the Occult. French Musical Philosophies 1750-1950, 1995.
- The Mystery of the Seven Vowels in Theory and Practice, 1991.

Tradotto in italiano: L'alfa e l'omega. Il mistero delle sette vocali del nome di Dio, Mamma editori, 1998 .
- Arktos. The Polar Myth in Science, Symbolism, and Nazi Survival, 1993.

Tradotto in italiano: Il mito polare. L'archetipo dei poli nella scienza, nel simbolismo e nell'occultismo, a cura di Gianfranco De Turris, Mediterranee, 2001.
- The Theosophical Enlightenment, 1994
- Johann Friedrich Hugo von Dalberg (1760-1812): Schriftsteller, Musiker, Domherr, 1998
- The Pagan Dream of the Renaissance, 2002
- The Real Rule of Four, 2004
- The Golden Thread: The Ageless Wisdom of the Western Mystery Tradition, 2007[4]
- Athanasius Kircher's Theatre of the World, 2009
- Atlantis and the Cycles of Time: Prophecies, Traditions, and Occult Revelations, 2010[5]
- The Forbidden Book, a Novel, 2013
- Upstate Cauldron: Eccentric Spiritual Movements in Early New York State, 2015
- Symbols in the Wilderness: Early Masonic Survivals in Central New York, 2016
- Macrocosm, Microcosm, and Medicine: The Worlds of Robert Fludd, 2018

### Curatele
- Alessandro Scarlatti, Marco Attilio Regolo, 1975
- Schirmer Scores. A Repertory of Western Music, 1975
- Music, Mysticism and Magic. A Sourcebook, 1986
- Michael Maier, Atalanta Fugiens: an Edition of the Fugues, Emblems and Epigrams, 1987
- Marius Schneider, Rudolf Haase, and Hans Erhard Lauer, Cosmic Music. Three Musical Keys to the Interpretation of Reality, 1989
- Paul Brunton, Essential Readings, 1990
- Harmony of the Spheres. A Sourcebook of the Pythagorean Tradition in Music, 1993
- The Hermetic Brotherhood of Luxor. Historical and Initiatic Documents of an Order of Practical Occultism, 1995
- Ésotérisme, gnoses & imaginaire symbolique. Mélanges offerts à Antoine Faivre, 2001
- John Michell, Confessions of a Radical Traditionalist, 2005
- Petrus Talemarianus, Natural Architecture, 2006
- The Starlight Years: Love and War at Kelmscott Manor, 1940–1948, 2015.

### Traduzioni in inglese
- Werner Walcker-Meyer, The Roman Organ of Aquincum, 1972
- Salomon Trismosin, Splendor Solis, 1981
- René Guénon, The Multiple States of Being, 1984
- Fabre d'Olivet, The Secret Lore of Music, 1988
- Johann Valentin Andreae, The Chemical Wedding of Christian Rosenkreutz, 1991
- Antoine Faivre, The Eternal Hermes, 1994
- Francesco Colonna, Hypnerotomachia Poliphili: The Strife of Love in a Dream, 1999
- Julius Evola, Ride the Tiger, 2003
- Hans Kayser, Textbook of Harmonics, 2006
- Marco Baistrocchi, Agarttha: A Guenonian Manipulation?, 2009
- Julius Evola e il Gruppo di UR, Introduction to Magic, Volume II: The Path of Initiatic Wisdom, 2019.

Traduzione dall'italiano del secondo volume dell'opera intitolata Introduzione alla magia, vol. II, Mediterranee, 1971.